# 小行星1414
小行星1414（1414 Jerome）是一颗围绕太阳公转的小行星。1937年2月12日，路易·博耶在阿尔及尔发现了此天体。
該小行星以博耶的父親傑羅姆·博耶（Jérôme Boyer）命名。
这颗小行星的绝对星等为2.866523784394492等。